# Soferim (Talmud)
Soferim (en hebreu: מסכת סופרים "escribes") (transliterat: Masejet Soferim) és un dels tractats menors del Talmud de Babilònia. El tractat s'imprimeix normalment al final de l'ordre de Nezikín. Soferim tracta sobre les lleis relacionades amb els escribes, i sobre les regles que aquests han de seguir per escriure correctament un rotlle de la Torà (Sefer Torah). Soferim pertany als anomenats tractats menors, un terme aplicat al voltant de 15 obres de la literatura rabínica, cadascuna d'elles conté un material important sobre un únic tema. Encara que són anomenats tractats i tenen una estructura semblant a la Mixnà, els temes que es discuteixen en ells són tractats d'una manera sistemàtica, ja que aquests tractats tenen un propòsit bàsicament pràctic. Els tractats menors són els primers manuals de halacà que contenen dades procedents de diverses fonts, i que han estat resumits d'una manera breu i comprensiva.